# Campionato Internazionale 1909-1910
La stagione 1909-1910 è stato il secondo Campionato Internazionale, e ha visto campione l'HC La Villa Ouchy.

## Classifica finale
| Posizione | Squadra         | G | V | N | P | Punti | Osservazioni      |
| --------- | --------------- | - | - | - | - | ----- | ----------------- |
| 1.        | La Villa Ouchy  | ? | ? | ? | ? | ?     | Campione Svizzero |
| 2.        | Bellerive Vevey | ? | ? | ? | ? | ?     |                   |
| 3.        | Les Avants      | ? | ? | ? | ? | ?     |                   |
| 4.        | HC Leysin       | ? | ? | ? | ? | ?     |                   |
| 5.        | CP Lausanne     | ? | ? | ? | ? | ?     |                   |
| 6.        | Rosey-Rolle     | ? | ? | ? | ? | ?     |                   |
| 7.        | Les Diablerets  | ? | ? | ? | ? | ?     |                   |

## Verdetti
| Campionato Internazionale 1909-1910 | Campionato Internazionale 1909-1910 |
| ----------------------------------- | ----------------------------------- |
| Campionato Internazionale           | La Villa Ouchy                      |